# Ser (biologie)
Ser is een geslacht van kreeftachtigen uit de klasse van de Malacostraca (hogere kreeftachtigen).

## Soort
- Ser fukiensis Rathbun, 1931